# Kenny Florian
Kenneth Alan Florian (Westwood , Massachusetts; 26 de mayo de 1976) es un artista marcial mixto peruano-estadounidense. Florian sirve actualmente como el analista y comentarista de los eventos de UFC on Fox, Fox Sports 1 y Fox Sports 2.
Muchos lo consideran uno de los mejores peleadores que compitieron en UFC aunque nunca ha sido capaz de conseguir ganar un título.

## Primeros años
Florian es el cuarto de seis hijos nacidos de padres peruanos, Agustín, un cirujano torácico, e Inés Florian. Florian nació en Westwood, Massachusetts y creció en la vecina Dover, Massachusetts, donde fue jugador de fútbol destacado en los Dover-Sherborn Regional de la Escuela de Secundaria. Asistió a la Universidad de Boston, donde jugó para el equipo de fútbol del equipo universitario (NCAA División 1). También posee la doble nacionalidad en los Estados Unidos y Perú.
Después de la universidad, su interés se volvió hacia las artes marciales mixtas y obtuvo el cinturón negro de Jiu-Jitsu del profesor Roberto Maia de Boston Brazilian Jiu-Jitsu (Gracie Barra Boston).

## Carrera en artes marciales mixtas
Kenny es conocido por sus golpes con el codo, lo que Joe Rogan describe como "navaja afilada".
Florian hizo su debut en MMA en enero de 2003 en Mass Destruction 10, venciendo a Jason Giroux a través de un golpe de KO a los siete segundos de la primera ronda. Florian hizo otra aparición en la promoción de Mass Destruction 15 y consiguió una victoria sobre Bobby McAndrews por sumisión (kimura). Tras estas victorias, Kenny sufrió su primera derrota ante regulares de UFC como Drew Fickett por decisión en Combat Zone 7 el 10 de julio de 2004. En esta pelea Kenny consiguió entrar en el Ultimate Fighter por Dana White.

### The Ultimate Fighter
Kenny pasó a competir en la primera temporada de The Ultimate Fighter en el peso medio. Llegó a la final superando a Chris Leben mediante una parada médica por un corte, antes de perder en la final contra Diego Sánchez por golpes.

## Vida personal
Florian anunció en Twitter que él es un seguidor del Liverpool FC.

## Campeonatos y logros
- Ultimate Fighting Championship
  - Semifinalista de The Ultimate Fighter 1 de Peso Medio
  - Pelea de la Noche (Tres veces)
  - Sumisión de la Noche (Dos veces)
  - Compitió en cuatro divisiones de peso diferentes (Récord de UFC)

## Récord en artes marciales mixtas
| Resultado | Récord | Oponente              | Método                      | Evento                                  | Fecha                    | Ronda | Tiempo | Localización                  | Notas                                                                          |
| --------- | ------ | --------------------- | --------------------------- | --------------------------------------- | ------------------------ | ----- | ------ | ----------------------------- | ------------------------------------------------------------------------------ |
| Derrota   | 14–6   | José Aldo             | Decisión (unánime)          | UFC 136                                 | 8 de octubre de 2011     | 5     | 5:00   | Houston, Texas                | Por el Campeonato de Peso Pluma de UFC.                                        |
| Victoria  | 14–5   | Diego Nunes           | Decisión (unánime)          | UFC 131                                 | 11 de junio de 2011      | 3     | 5:00   | Vancouver                     | Debut en Peso Pluma.                                                           |
| Derrota   | 13–5   | Gray Maynard          | Decisión (unánime)          | UFC 118                                 | 28 de agosto de 2010     | 3     | 5:00   | Boston, Massachusetts         | Eliminatoria por el título.                                                    |
| Victoria  | 13–4   | Takanori Gomi         | Sumisión (rear-naked choke) | UFC Fight Night: Florian vs. Gomi       | 31 de marzo de 2010      | 3     | 2:52   | Charlotte, Carolina del Norte | Sumisión de la Noche.                                                          |
| Victoria  | 12–4   | Clay Guida            | Sumisión (rear-naked choke) | UFC 107                                 | 12 de diciembre de 2009  | 2     | 2:19   | Memphis, Tennessee            |                                                                                |
| Derrota   | 11–4   | B.J. Penn             | Sumisión (rear-naked choke) | UFC 101                                 | 8 de agosto de 2009      | 4     | 3:54   | Philadelphia, Pensilvania     | Por el Campeonato de Peso Ligero de UFC.                                       |
| Victoria  | 11–3   | Joe Stevenson         | Sumisión (rear-naked choke) | UFC 91                                  | 15 de noviembre de 2008  | 1     | 4:03   | Las Vegas, Nevada             |                                                                                |
| Victoria  | 10–3   | Roger Huerta          | Decisión (unánime)          | UFC 87                                  | 9 de agosto de 2008      | 3     | 5:00   | Minneapolis, Minnesota        |                                                                                |
| Victoria  | 9–3    | Joe Lauzon            | TKO (golpes y codazos)      | UFC Fight Night: Florian vs. Lauzon     | 2 de abril de 2008       | 2     | 3:28   | Broomfield, Colorado          | Pelea de la Noche.                                                             |
| Victoria  | 8–3    | Din Thomas            | Sumisión (rear-naked choke) | UFC Fight Night: Thomas vs. Florian     | 19 de septiembre de 2007 | 1     | 4:31   | Las Vegas, Nevada             | Sumisión de la Noche.                                                          |
| Victoria  | 7–3    | Alvin Robinson        | Sumisión (golpes)           | UFC 73                                  | 7 de julio de 2007       | 1     | 4:30   | Sacramento, California        |                                                                                |
| Victoria  | 6–3    | Dokonjonosuke Mishima | Sumisión (rear-naked choke) | UFC Fight Night: Stevenson vs. Guillard | 5 de abril de 2007       | 3     | 3:57   | Las Vegas, Nevada             | Pelea de la Noche.                                                             |
| Derrota   | 5–3    | Sean Sherk            | Decisión (unánime)          | UFC 64                                  | 14 de octubre de 2006    | 5     | 5:00   | Las Vegas, Nevada             | Por el Campeonato Vacante de Peso Ligero de UFC; Pelea de la Noche.            |
| Victoria  | 5–2    | Sam Stout             | Sumisión (rear-naked choke) | The Ultimate Fighter 3 Finale           | 24 de junio de 2006      | 1     | 1:46   | Las Vegas, Nevada             | Debut en Peso Ligero.                                                          |
| Victoria  | 4–2    | Kit Cope              | Sumisión (rear-naked choke) | The Ultimate Fighter 2 Finale           | 5 de noviembre de 2005   | 2     | 0:37   | Las Vegas, Nevada             |                                                                                |
| Victoria  | 3–2    | Alex Karalexis        | TKO (parada médica)         | UFC Ultimate Fight Night                | 6 de agosto de 2005      | 2     | 2:52   | Las Vegas, Nevada             | Retorno al Peso Wélter.                                                        |
| Derrota   | 2–2    | Diego Sánchez         | TKO (golpes)                | The Ultimate Fighter 1 Finale           | 9 de abril de 2005       | 1     | 2:49   | Las Vegas, Nevada             | Debut en Peso Medio; Perdió el torneo de The Ultimate Fighter 1 de Peso Medio. |
| Derrota   | 2–1    | Drew Fickett          | Decisión (dividida)         | CZ 7                                    | 10 de julio de 2004      | 3     | 5:00   | Revere, Massachusetts         |                                                                                |
| Victoria  | 2–0    | Bobby McAndrews       | Sumisión (kimura)           | MD 15                                   | 21 de febrero de 2004    | 1     | 1:57   | Boston, Massachusetts         |                                                                                |
| Victoria  | 1–0    | Jason Giroux          | KO (golpe)                  | MD 10                                   | 25 de enero de 2003      | 1     | 0:07   | Taunton, Massachusetts        |                                                                                |